# Voitto Hellsten
Voitto Valdemar Hellsten, född 15 februari 1932 i S:t Bertils, död 7 december 1998 i Åbo, var en finländsk friidrottare.
Hellstén blev olympisk bronsmedaljör på 400 meter vid sommarspelen 1956 i Melbourne. Han var återkommande en flitig "svenskdödare" (Ruotsin-tappajat) i Finnkampen under 1950-talet.

## Namn
Efternamnet har omväxlande skrivits Hellsten (oftast) eller Hellstén.